# Frederick Barthelme
Frederick Barthelme (* 10. Oktober 1943 in Houston, Texas) ist ein US-amerikanischer Schriftsteller. Er ist der Bruder von Donald und Steve Barthelme, die ebenfalls bekannte Schriftsteller sind.

## Leben
Barthelme studierte von 1961 bis 1967 an der Tulane University in New Orleans und der University of Houston. Ursprünglich strebte er eine Karriere als bildender Künstler an – sein Vater war Professor für Architektur – und verdiente sich seinen Lebensunterhalt unter anderem als Architekturzeichner, Assistent eines Galeriebesitzers und Kreativdirektor in einer Werbeagentur. Trotz ersten Erfolgen als Künstler – 1969 und 1970 zeigten etwa das Seattle Art Museum und das Museum of Modern Art in New York Werke von ihm – wandte er sich bald von der Kunst ab, da er, wie er formulierte, „nicht sein ganzes Leben lang große Stücke Holz durch die Straßen New Yorks schleppen wollte“. Er machte 1977 seinen Magister an der Johns Hopkins University und wurde, nachdem er den Eliot Coleman Award für Prosa für seine Kurzgeschichte „Storyteller“ bekommen hatte, Professor für Kreatives Schreiben an der University of Southern Mississippi in Hattiesburg. Er war als Hochschullehrer an den Tulane- und Johns Hopkins-Universitäten wie auch beim Film tätig. Barthelme betrachtet sich selber als Architekt, Künstler und Schriftsteller.

## Literarisches Werk
Barthelmes Kurzgeschichten und Romane zeichnen sich durch zumeist parataktischen Satzbau, lineare, aber elliptische Erzählstrukturen und Lakonik aus. Daher wird er von der Kritik gemeinsam mit Raymond Carver zum literarischen Minimalismus gerechnet, möchte jedoch, wie andere Minimalisten auch, nicht als solcher bezeichnet werden.
In einem Interview für Contemporary Authors weist er eine solche Zuordnung ausdrücklich zurück, obwohl, wie Link ausführt, seine Begründung eher eine Rechtfertigung für eine derartige Einordnung liefert: “I don‘t like being called a minimalist, which I am called I think because my characters don‘t get up on boxes and shout out their views of the world. This is not because they do not have views of the world, but rather that they recognize that we make views of the world the same way we make cars – we produce a great many, but they‘re not very reliable. So the characters shut up. This pleases me. There are things implicit in shutting up, in avoiding lengthy rationalizations, […] in not arguing the great public issues.” (dt. sinngemäß: „Ich mag es nicht als Minimalist bezeichnet zu werden, als der ich, wie ich glaube, bezeichnet werde, weil meine Charaktere nicht auf Kisten klettern und ihre Weltansichten herausschreien, sondern eher erkennen, dass wir Weltansichten auf die gleiche Art und Weise produzieren wie Autos – wir produzieren eine große Anzahl, aber sie sind nicht zuverlässig. Daher schweigen meine Charaktere. Das gefällt mir. Es gibt Dinge, die im Schweigen implizit sind, in der Vermeidung langatmiger Rationalisierungen, im Vermeiden der Erörterung der großen öffentlichen Themen“.)
Im Unterschied zu Carver und anderen Minimalisten bedürfen Barthelmes literarische Texte jedoch kaum einer spekulativen Ergänzung durch den Leser, gerade die dargestellte Verhalten- bzw. Verschwiegenheit charakterisiert seine Figuren. Ihr Denken und Empfinden ergibt sich aus ihrem Verhalten.
Sein erster Band Kurzgeschichten erschien bereits 1970 vor den ersten Veröffentlichungen Carvers, einer breiteren Öffentlichkeit wurde Barthelme jedoch erst bekannt durch die Publikation seiner zweiten Sammlung Moon Deluxe. Mit seinem zweiten Roman Second Marriage (1984), in dem zwei der Kurzgeschichten aus Moon Deluxe (The Browns und Exotic Nile) verarbeitet werden, etablierte Barthelme sich endgültig als „einer der bedeutenderen Erzähler der achtziger Jahre“.
Typisch für Barthelmes Erzählungen, die zum großen Teil im Süden der Vereinigten Staaten spielen, sind Shopping-Malls, Kettenrestaurants, Parkplätze und Motels. Seine in knappen Strichen entworfenen Bilder und Dialoge verleihen seinen in allen Bereichen ökonomisch gestalteten Texten den Charakter von Momentaufnahmen. Durch die regelmäßige Verwendung von Markennamen und Bezügen zur Popkultur wird Barthelmes Prosa gleichsam ortlos, erscheint in dem uniformen Gewande der zeitgenössischen Konsumgesellschaft und lässt keine regionalen Züge erkennen, da seine Schauplätze überall gleich aussehen. Seine Figuren, die längst darüber hinweggekommen zu sein scheinen, im Leben noch einen Sinn zu suchen oder auch nur zu vermissen, geben sich einem teils fröhlichen, meist aber auch leeren und deprimierten Konsumerismus hin und versuchen, Halt in ihrem Privatleben, in ihren Beziehungen und Ehen zu finden.
Barthelme lässt seine oft oberflächlich und passiv erscheinenden Protagonisten hier sogar manchmal erfolgreich sein, lässt seine Leser aber im Unklaren, wie und warum ihnen das gelingt. In seinen Geschichten, die in ihrem reduktionistischen Stil an Hemingway erinnern, wird das Schicksal von hilflosen Charakteren dargestellt, die an ihrer „eigenen Unfähigkeit zur Kommunikation mit anderen und mit sich selbst in ihrer Alltagswelt scheitern.“
In seinem Roman Zweitehe zum Beispiel, in dem alle Beziehungen seltsam zufällig und kontingent erscheinen, kommt das Wort „Liebe“ nur ein einziges Mal vor. Wegen der großen Bedeutung, die Entfremdung und Einsamkeit in Barthelmes Geschichten spielen, und wegen seiner gleichförmig-anonymen Schauplätze nannte der Kritiker Daniel Akst Barthelme „the bard of suburban disconnectedness“, „den Barden der vorstädtischen Unverbundenheit“.
Neben solchen Themen der allgemeinen Ziellosigkeit (Violet oder Lumber, 1983), Unentschlossenheit (Safeway) oder Entfremdung und Einsamkeit (Raincheck) stehen jedoch fast immer selbstbewusste Frauen im Zentrum, die die männlichen Figuren verunsichern. Dies zeigt sich besonders in seinen Romanen Second Marriage (1984) und Tracer (1985), wo der Protagonist Martin als männliches Opfer im „Gender War“ (dt. sinngemäß „Krieg der Geschlechter“) erscheint.
Barthelme selbst charakterisierte seine Arbeit in dem oben genannten Interview dadurch, dass er gern über Menschen schreibe, „die durch Handlungen zeigen, was sie denken und fühlen, durch die Entscheidungen, die sie treffen und durch etwas seltsame Dialogfetzen, die aber über ebendiese Gedanken und Gefühle nicht sprechen, vielleicht weil sie bemerkt haben, dass die Dinge, über die man redet, erstens oft weit entfernt sind von den Dingen, die man fühlt, und weil sie zweitens dazu neigen, in all dem Gerede zu verschwinden. In anderen Worten, sie sind skeptisch gegenüber der Sprache und wie sie gebraucht wird.“ (Im Original: “I try to write about people who show what they think and feel through actions and reactions, through choices, through oblique bits of dialogue, but who probably don‘t talk about those same thoughts and feelings, perhaps because they‘ve noticed that things talked about 1) are often some distance from things felt, and 2) sometimes tend to disappear in all the talk. In other word they‘re skeptical [sic] about language and its use. But while they don‘t haul out their souls for flailing about the page, they do have something of the full range of human intelligence and emotion, which is communicated to the reader through gesture and resonance – every choice is a way of demonstrating a grasp and an appreciation and an opinion of the world in which the character finds him- or herself, and every choice reflects on every other choice.”
Mit diesen Aussagen kennzeichnet Barthelme sein eigenes Werk in ähnlicher Weise wie dasjenige anderer Minimalisten, wenngleich seine Romane und Kurzprosa eine Welt zeigen, die sich erheblich von der anderer Minimalisten unterscheidet. Dies gilt insbesondere für seine weiblichen Charaktere, die oft das Geschehen prägen und denen die männlichen Protagonisten zumeist hilflos ausgeliefert sind, wie auch für die von ihm gestaltete Szenerie der modernen Konsumgesellschaft.
Aus literaturwissenschaftlicher Sicht gilt Barthelme als „Künstler mit scharfer Beobachtungsgabe und der Fähigkeit zur detaillierten Beschreibung in lakonischer Sprache“ sowie als „souveräner Meister der sich auf das Wesentlichste beschränkenden kurzen Form“.

## Werke
Romane
- War and War. 1971
- Second Marriage. Simon & Schuster, New York 1984 (dt. Zweitehe, Suhrkamp, Frankfurt 1992)
- Tracer.Simon & Schuster, 1985 (dt. Leuchtspur, Suhrkamp, Frankfurt 1989)
- Two Against One. Weidenfeld & Nicolson, New York 1988
- Natural Selection. Viking, New York 1989
- The Brothers. Viking, 1993
- Painted Desert. Viking, 1995
- Bob the Gambler. Houghton Mifflin, Boston 1997
- Natural Selection: A Novel, 2001
- Elroy Nights, 2004
- Waveland, 2009
- There Must Be Some Mistake, 2014

Kurzgeschichten
- Rangoon. 1970
- Moon Deluxe. New York, Simon & Schuster, 1983 (dt. Moon Deluxe. Suhrkamp, 1988)
- Chroma. New York, Simon & Schuster, 1987 (dt. Koloraturen. Suhrkamp, 1987)
- The Law of Averages. New & Selected Stories. Counterpoint, 2000

Sachbuch
- (zusammen mit Steven Barthelme) Double Down: Reflections on Gambling and Loss. Houghton Mifflin, Boston 1999